# Metodo di Wuckowski
Il metodo di Wuckowski è un procedimento semplificato utilizzato per la progettazione di sezioni rettangolari in calcestruzzo armato soggette a pressoflessione retta con il metodo alle tensioni ammissibili.

## Comportamento di una sezione in c.a. pressoinflessa
Al contrario di quello che succede nel caso di materiali ugualmente reagenti a trazione e compressione (vedi acciaio), il comportamento di una sezione in calcestruzzo armato sollecitata a pressoflessione è diverso a seconda che il centro di sollecitazione C sia interno o esterno al nocciolo centrale d'inerzia dell'intera sezione.

Nel primo caso l'asse neutro, antipolare del centro di sollecitazione rispetto all'ellisse centrale d'inerzia, è esterno alla sezione geometrica che risulta pertanto tutta sollecitata a compressione e quindi interamente reagente.

Essendo nota a priori la sezione reagente, per il suo lo studio si può procedere semplicemente applicando il principio di sovrapposizione degli effetti, come si usa per l'acciaio.

Nel secondo caso l'asse neutro taglia la sezione geometrica la quale risulta di conseguenza parzializzata.

Bisogna quindi distinguere a sua volta questo caso in piccoli o grandi eccentricità, valutando che la tensione massima a compressione sia minore o uguale ad un quinto di quella a trazione. Se così non è, si ha il caso delle grandi eccentricità, per il quale si utilizza appunto il metodo di Wuckowski.
In questo caso la sezione reagente non è nota a priori perché non si conosce a priori la posizione dell'asse neutro il quale è l'antipolare del centro C (unico dato noto a priori) rispetto all'ellisse centrale d'inerzia della sezione reagente che come si è visto non coincide con quella geometrica.

In questo caso, non conoscendo a priori la sezione reagente non si conosce il relativo baricentro (che non coincide con quello della sezione intera) e pertanto non è possibile applicare il principio di sovrapposizione degli effetti come per il caso precedente.

Il problema quindi non si presenta di agevole soluzione analitica, ma esistono diversi metodi (analitici e grafici) tra cui quello semplificato di Wuckowski.
Dopo aver attuato il suddetto metodo, si procede con le verifiche del calcestruzzo compresso e delle armature tese, ottenendo il valore dell'altezza del calcestruzzo reagente mediante una complessa equazione cubica, e il valore della tensione nell'armatura tesa mediante una semplice proporzione derivante dall'ipotesi di perfetta aderenza tra calcestruzzo e acciaio.

## Procedimento
Si consideri un pilastro a sezione rettangolare di dimensioni geometriche note: BxH, soggetto a pressoflessione retta con asse di sollecitazione parallelo a H, e si voglia determinare l'area delle armature tese e compresse.

Dal calcolo della struttura si ottengono i valori delle azioni sollecitanti il pilastro, e cioè:
- lo sforzo normale N
- il momento flettente M

Note le sollecitazioni è nota anche l'eccentricità di N rispetto al baricentro della sezione geometrica:
- e = {\displaystyle {\frac {M}{N}}}

L'eccentricità e è riferita al centro geometrico della sezione rettangolare perché nel modello di calcolo attraverso cui si ottengono le sollecitazioni, poiché il materiale in questa fase si considera ugualmente reagente a trazione e compressione, ogni membratura monodimensionale è rappresentata con il suo asse geometrico.

Applicando il principio di sovrapposizione degli effetti, il metodo prevede di trasportare lo sforzo N dal centro di sollecitazione C (distante e dal baricentro geometrico) al baricentro delle armature tese.

In questo caso si avrà un momento di trasporto:
- M1 = N(e + {\displaystyle {\frac {H}{2}}} - s)

dove s è il copriferro che è un valore fissato dal progettista

In questa nuova configurazione lo sforzo di compressione N sollecita solamente l'armatura tesa (perché in zona tesa il calcestruzzo non reagisce) mentre il momento flettente M1 va a sollecitare la sezione in calcestruzzo armato.

Pertanto, grazie al principio di sovrapposizione degli effetti si è così trasformato un problema di pressoflessione in due più semplici problemi: uno di flessione semplice e l'altro di sforzo normale di compressione 

Utilizzando le tabelle per il calcolo delle sezioni rettangolari inflesse riportate in diversi prontuari e fissata la percentuale μ si calcola
- r'= (H-s)/√(M1/B)

Dalle tabelle, in corrispondenza del valore di μ e di r' e delle seguenti tensioni di lavoro:
- tensione di trazione dell'acciaio: σf=σf,amm
- tensione di compressione del calcestruzzo: σc=σc,amm

determino il valore di t tale che:
- Af* = t √(M1 B)

dove Af* rappresenta l'area del ferro teso nel caso di flessione semplice.

Poiché lo sforzo N trasportato comprime il ferro teso e ne diminuisce lo sforzo di trazione dovuto a M1, al valore Af* si deve sottrarre il valore:
- Af" = N/σf,amm

Alla fine si possono determinare, applicando il principio di sovrapposizione degli effetti, i valori delle armature nel caso di pressoflessione:
- armatura tesa : Af = Af* - Af"
- armatura compressa: Af' = μ Af.

Il metodo può essere applicato anche in altri casi ad esempio quando le incognite sono H e aree delle armature.

In questo caso si procede per tentativi come sopra riportato fissando un valore di partenza Ho.